# Умбо
Умбо, собственно Отто Максимилиан Умбер (нем. Umbo, Otto Maximilian Umbehr, 18 января 1902, Дюссельдорф — 13 мая 1980, Ганновер) — немецкий фотограф.

## Биография
Сын архитектора. В восьмилетнем возрасте потерял мать, отец женился вновь, сын стал отдаляться от дома. Учился в школах Дуйсбурга, Экс-ла-Шапель, Дюссельдорфа. В 1921—1923 учился в Баухаузе, подружился там с Мохой-Надем, испытал сильное влияние художественных концепций Иттена. Актриса Рут Ландсхоф принимала участие в создании новаторских портретов в качестве модели — это была комбинация классического портрета и широкоформатного кино. С 1923 работал в Берлине, вошел в круг художественного авангарда, сотрудничал с кинорежиссёром Вальтером Руттманном. Его снимки Берлина, портреты берлинской богемы публиковались в прессе, экспонировались на выставках. Преподавал в художественной школе Иттена. Дистанцировался от движения новой вещности, сближаясь с сюрреализмом.
В 1928 стал одним из основателей агентства Dephot (Deutscher Photodienst GmbH), создавшего новый стиль фотожурналистики. В 1933 агентство было закрыто нацистами. Во время Второй мировой войны работал фоторепортером, собственно художественной фотографией не занимался. В 1943 при бомбардировке Берлина погиб его гигантский фотоархив, насчитывавший свыше 50 000 негативов.
В 1945 вместе с семьей переселился в Ганновер, сотрудничал с Kestnergesellschaft. Несколько месяцев обучал фотоискусству в США, преподавал рекламный рисунок в школе прикладных искусств в Ганновере. Прежнего успеха уже не имел. Выставка работ Умбо 1925—1933 годов прошла в Ганновере в 1979, но настоящее возрождение интереса к его искусству началось уже после смерти фотохудожника.